# Alternatiba, pueblo de las alternativas

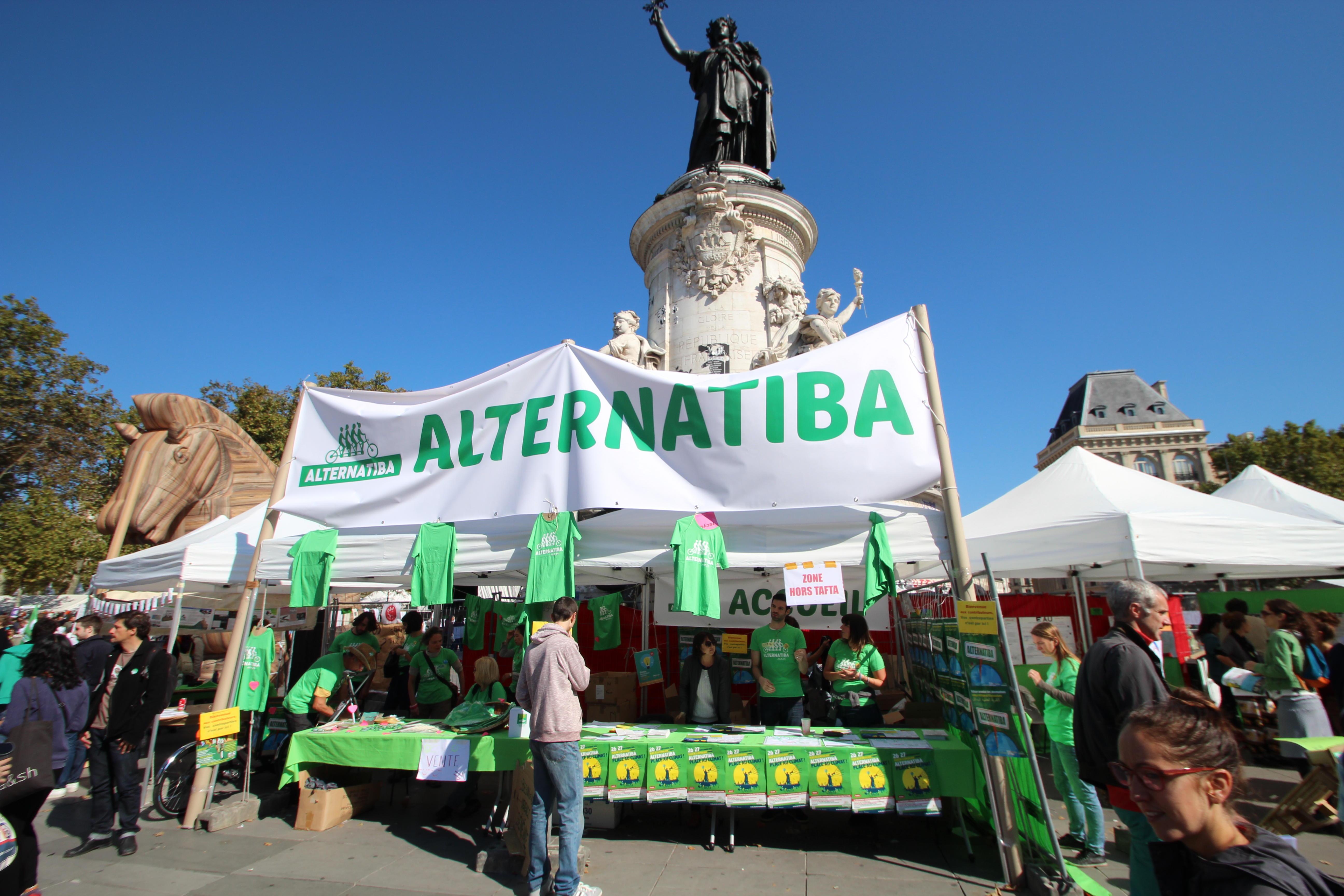
Paris.

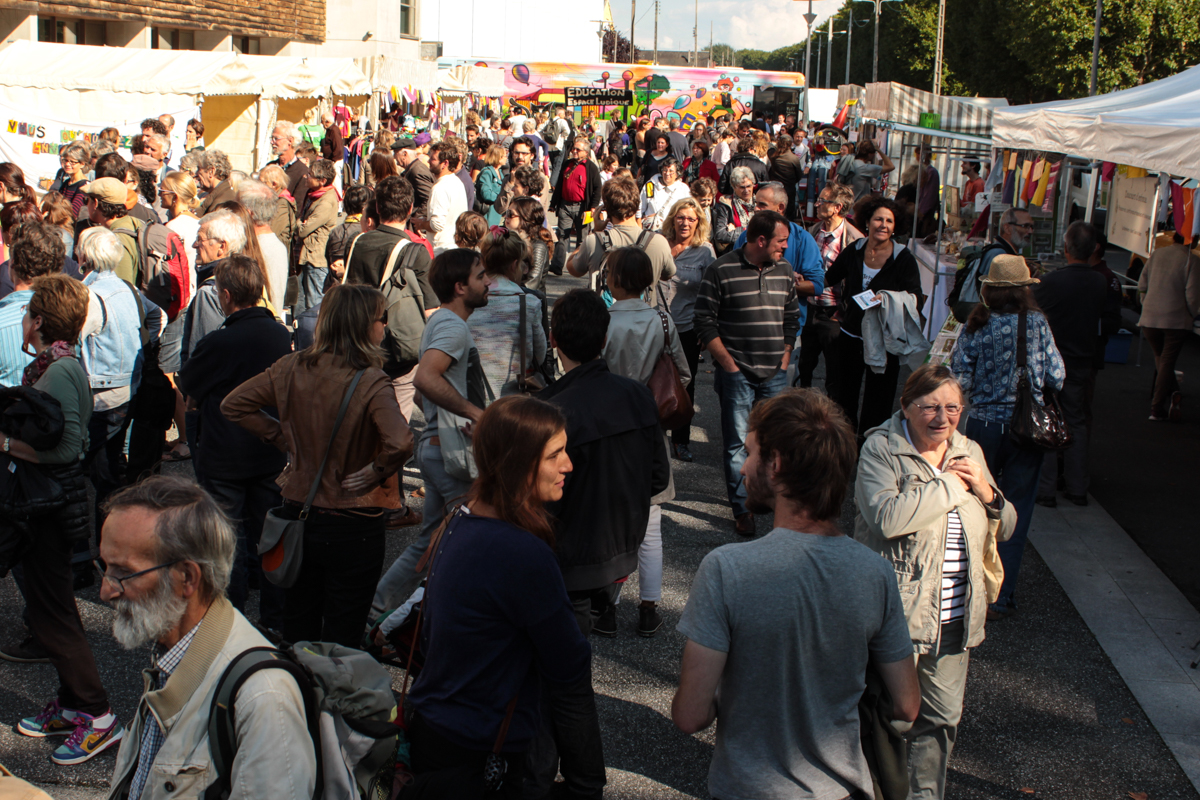
Caen.

Alternatiba es un proceso de movilización de la sociedad frente al reto del cambio climático.
En aproximadamente cincuenta ciudades de Francia y Europa donde los eventos festivos Alternatiba se han llevado a cabo o están en proceso de construcción, centenares de alternativas han sido presentadas con el objetivo de fomentar la concienciación y los cambios de comportamiento. Esta dinámica, de la misma manera, pretende hacer presión sobre los "tomadores de decisión", sobre todo en perspectiva de la conferencia de las Naciones Unidas sobre el clima, la COP21 que tendrá lugar en diciembre de 2015 en Bourget (París).

## Historia
El primer Alternatiba, pueblo de las alternativas, tuvo lugar en Bayona (Francia) el 5 y 6 de octubre de 2013, a la iniciativa de la organización ecologista vasca Bizi !, y consiguió juntar a más de 12 000 personas. El objetivo era, rodeado de un ambiente popular y festivo, alertar sobre los riesgos del cambio climático y presentar alternativas que nos permiten a cada uno de nosotros, contribuir a la reducción de los gases a efecto invernadero. Los visitantes pudieron descubrir que las soluciones al desarreglo climático existen y que con ellas se construye una sociedad más justa, más solidaria, más agradable, y por lo tanto más deseable.
Este pueblo se organizó en 15 espacio temáticos en los que se presentaban un gran número de stands y talleres, 50 conferencias además de una gran cantidad de animaciones, tanto artísticas como educativas. El evento recibió el apoyo de una centena de asociaciones y organizaciones locales y nacionales. Apadrinado por Stéphane Hessel desde diciembre de 2012. Apadrinamiento que continuó Christiane Hessel después de la muerte de su marido. La cual concluyó el evento con un discurso en el que llamaba a la construcción 10, 100, 1000 Alternatiba por todo el mundo.

## La construcción de muchos otros Alternatiba en Europa
Tras este llamamiento, una serie de otros colectivos Alternatiba se han constituido a través de toda Francia: desde noviembre de 2013 tanto París como en otros lugares como Ginebra, Bruselas, Bilbao e incluso a Tahití, Haití y Senegal. Estos nuevos colectivos se han apoyado en la experiencia de Bizi ! (Bayona), que ha sido formalizada gracias a un kit metodológico, a películas, una identidad visual y un importante material documental reunido en una mediateca. Estos referentes comunes explican que los Alternatiba conserven todos, una base común de información y una misma apariencia exterior. 

### El método y los recursos de Alternatiba
Todos los colectivos Alternatiba emplean métodos similares basados en la experiencia acumulada por Bizi ! durante la construcción del primer Alternatiba a Bayona. Por un lado, comisiones transversales se encargan de la administración, la elección de los lugares donde celebrar el evento, organizan las citas con el ayuntamiento y los organismos oficiales, reúnen y gestionan el financiamiento, al igual que la comunicación y la organización logística, la cual debe apoyarse en la implicación de un gran número de voluntarios.
De otro lado, comisiones temáticas que se centran más en el contenido del evento y la organización de los espacios durante el evento. Estas comisiones temáticas tienen que definir las conferencias y las diversas animaciones. En casi todos los Alternatiba encontramos un espacio clima junto con espacios directamente asociados a la utilización de recursos energéticos tales como el transporte, la energía, la agricultura, la alimentación, pero también espacios vinculados con los modos de vida alternativos, como pueden ser la cultura, la educación, la solidaridad y el valor de compartir, la economía sostenible, en la necesaria puesta en marcha de una justicia medioambiental internacional, etc. 
La organización de un Alternatiba ha sido pensada como un proceso que federe los diversos actores, miembros de diferentes organizaciones, personas que pueden tener un nivel de implicación variable. Es un proyecto arraigado a un territorio, con el objetivo de crear una dinámica que vaya más allá de la celebración del evento.  
Los valores y los principios comunes de los diferentes Alternatiba están establecidos explícitamente en el Marco de Referencia acordado por la coordinación de los Alternatiba.

### El tour Alternatiba en tándem
Un tour en tándem a través de Francia está previsto con el objetivo de popularizar las diversas iniciativas Alternatiba en las múltiples ciudades que participan en el movimiento. El tándem recorrerá 5 000 kilómetros entre Bayona y París a partir del 5 de junio de 2015. Dicho tour terminará en la región de Ile de France (París) dando pie al inicio de Alternatiba París el 26 y 27 de septiembre de 2015.

### Lista de los Alternatiba realizados o en construcción
En este momento hay constituidos colectivos Alternatiba en más de 45 ciudades. Las 29 iniciativas en las que la fecha está establecida, están ordenados cronológicamente a continuación según la fecha de realización:  
- Bayona Alternatiba, 5 y 6 de octubre de 2013
- Agen – 13 de septiembre de 2014
- Gonesse – 20 y 21 de septiembre de 2014
- París - Festival de las Utopías Concretas – 27 y 28 de septiembre de 2014
- Nantes – 28 de septiembre de 2014
- Lille – 4 y 5 de octubre de 2014
- Socoa – 5 de octubre de 2014
- Gironde – 10, 11 y 12 de octubre de 2014
- Tahití – 29 y 30 de noviembre de 2014
- Abers - 5 y 6 de junio de 2015
- Bastia – 6 y 7 de junio de 2015
- Rennes – 6 y 7 de junio de 2015
- Bagnères-de-Bigorre – junio de 2015
- Saint-Quentin-en-Yvelines – 6 y 7 de junio de 2015
- Nancy - 13 y 14 de junio de 2015
- Puy-de-Dôme – 14 de junio de 2015
- Yonne – Joigny – 4 de julio de 2015
- Nord-Essonne – julio de 2015
- Bruxelles – 5 de septiembre de 2015
- Toulouse - 12 y 13 de septiembre de 2015
- Limoge - Limousin - 13 de septiembre de 2015
- Caen – 19 de septiembre de 2015
- Genève-Léman – 19 de septiembre de 2015
- Rambouillet - 20 de septiembre de 2015
- Grenoble – 25, 26 y 27 de septiembre de 2015
- Calais – 26 y 27 de septiembre de 2015
- Paris – 26 y 27 de septiembre de 2015
- Rouen – Ferme des Bouillons – 4 de octubre de 2015
- Lyon – Rhône – 9 y 11 de octubre de 2015
- Bilbao – 24 de octubre de 2015
- Perpiñán – octubre de 2015
- Tahití – 29 y 30 de noviembre de 2014
- Todmorgen en Gran Bretaña : 4 y 5 de mayo de 2015
- San Sebastián - 6 de junio de 2015

Por otra parte, un cierto número de Alternatiba está en proyecto en diferentes ciudades aunque sus fechas celebración no han sido aún establecidas :  Viena de Austria o Brest,  de Limousin, el Lot, a Martigues, Metz, Nancy, Pau, Poucharramet, Reunión o Estrasburgo.